# Lesní Jakubov
Lesní Jakubov (německy Jakobau, do roku 1960 pouze Jakubov) je obec v okrese Třebíč v Kraji Vysočina. Leží asi 5 km východně od Náměště nad Oslavou. Žije zde 110 obyvatel.
Sousedními obcemi sídla jsou Újezd u Rosic, Kralice nad Oslavou, Rapotice a Sudice.

## Název
Jméno vesnice bylo odvozeno od osobního jména Jakub a znamenalo "Jakubův majetek". Už od 14. století dostával přívlastek na rozlišení od Jakubova u Moravských Budějovic. Koncem 14. století (doklad z 1390 psaný latinsky) to byl přívlastek Menší (Minor), poté se několik století žádný přívlastek nepoužíval, v roce 1960 při nové reorganizaci okresů (dva Jakubovy v okrese Třebíč) dostal nový přívlastek Lesní podle polohy uprostřed lesů.

## Geografie
Z jihu na sever vede silnice z Rapotic do zastavěného území obce, tam tato silnice končí, další silnice vede přes západní okraj území obce silnice z jihu na sever z Rapotic do Újezdu u Rosic, tato silnice vede okolo věznice Rapotice, která se nachází na území obce. Z jihu na západ území obce vede cyklostezka 5182, ze zastavěného území obce vychází západně a pak severně cyklostezka 5184, z jihu na sever přes území obce kolem věznice pak prochází také cyklostezka 5170. Ze zastavěného území obce vychází několik větví užitkových silnic, u kterých stojí rodinné domy nebo prochází přes pole. 
Centrální část území obce je využívána zemědělsky, okrajové části silnice jsou poměrně dost zalesněny, východní část území obce dříve spadalo do vojenského prostoru s někdejší raketovou baterií, ta je také zalesněna a není přístupná veřejnosti, stejně tak v blízkosti bývalého vojenského prostoru se nachází Věznice Rapotice, která je také veřejnosti nepřístupná. 
Jižně od území obce pramení nepojmenovaný potok, který tvoří část jižní hranice obce, u Spáleného mlýna na jihozápadním okraji území obce se pak vlévá do Chvojnice. Řeka Chvojnice tvoří západní hranici obce, do ní se na severozápadním okraji území obce vlévá Újezdský potok, který pramení severně od území obce a tvoří část severní hranice obce. Východně od zastavěného území obce pramení nepojmenovaný potok, který protéká přes zastavěné území obce a následně se u hranic obce vlévá do Chvojnice.
Území obce leží na svažitém území, kdy západní a severní okraj území leží v údolích Chvojnice a Újezdského potoka v cca 425 metry nad mořem, posléze směrem na východ nadmořská výška roste, kolem zastavěného území obce se nachází zemědělsky využívaná rovinaté plochy a následně dosahuje u věznice cca 500 metrů nad mořem. 
Zastavěné území obce se nachází téměř uprostřed území obce, u jihozápadního okraje území obce se těsně za hranicemi nachází Spálený mlýn, těsně za hranicemi nad údolím Chvojnice se nachází dvě tvrziště. U východního okraje území obce se nachází rozsáhlý areál Věznice Rapotice.

## Historie
První písemná zmínka o obci pochází z roku 1356 (in Jacobaw). Založena však měla být již dříve, v roce 1356 patřily usedlosti v Jakubově pánům z Kralic, ale již roku 1368 prodal Záviš z Jakubova další majetky ve vsi Mikšovi Kralickému. V roce 1390 pak Domaslav z Jakubova prodal Heřmanovi z Šelenberka poslední majetky ve vsi a tak odešli pánové z Jakubova. V roce 1417 pak Janek z Šelemberka prodal svoje majetky v Jakubově Bludovi z Kralic a tak pánové z Kralic měli být majiteli celé vesnici. V roce 1573 pak Kraličtí prodali svoje majetky (ale zřejmě již jim nepatřila celá vesnice) Janu Staršímu ze Žerotína. V 18. století byla postavena zvonice, která byla později přestavěna na kapli. Až do roku 1848 pak vesnice patřila stejným majitelům jako blízká vesnice Hluboké.

## Obyvatelstvo
| Rok            | 1869 | 1880 | 1890 | 1900 | 1910 | 1921 | 1930 | 1950 | 1961 | 1970 | 1980 | 1991 | 2001 | 2011 | 2021 |
| -------------- | ---- | ---- | ---- | ---- | ---- | ---- | ---- | ---- | ---- | ---- | ---- | ---- | ---- | ---- | ---- |
| Počet obyvatel | 172  | 168  | 178  | 170  | 157  | 156  | 158  | 149  | 159  | 134  | 114  | 110  | 95   | 388  | 797  |
| Počet domů     | 22   | 26   | 28   | 32   | 30   | 30   | 36   | 38   | 39   | 35   | 32   | 38   | 39   | 41   | 45   |

## Obecní správa
Do roku 1849 patřil Lesní Jakubov do náměšťského panství, od roku 1850 patřil do okresu Moravský Krumlov, pak od roku 1868 do okresu Třebíč, pak mezi lety 1949 a 1960 patřil do okresu Velká Bíteš a pak od roku 1960 do okresu Třebíč. Mezi lety 1850 a 1879 patřil Lesní Jakubov pod Kralice nad Oslavou, mezi lety 1879 a 1905 byla obec začleněna pod Horní Lhotice a mezi lety 1980 a 1990 byla obec začleněna pod Rapotice, následně se obec osamostatnila.

### Obecní symboly
Znak a vlajka byly obci uděleny rozhodnutím předsedkyně Poslanecké sněmovny Parlamentu České republiky dne 12. dubna 2013.
V roce 2014 obec získala obecní znak a obecní vlajku.

## Politika
V letech 2006–2010 působil jako starosta Ing. Miroslav Pelikán, od roku 2010 tuto funkci zastává Ing. Martin Bochníček.

### Volby do Poslanecké sněmovny
|       | 2006              | 2010                | 2013                | 2017                | 2021                  |
| ----- | ----------------- | ------------------- | ------------------- | ------------------- | --------------------- |
| 1.    | KDU-ČSL (29,31 %) | DSSS (22,33 %)      | ANO 2011 (27,3 %)   | ANO (22,73 %)       | Piráti+STAN (43,03 %) |
| 2.    | ODS (25,86 %)     | ČSSD (13,19 %)      | ČSSD (12,04 %)      | Piráti (13,9 %)     | ANO (16,09 %)         |
| 3.    | ČSSD (20,68 %)    | ODS (12,69 %)       | KSČM (11,24 %)      | ODS (13,46 %)       | SPOLU (14,24 %)       |
| účast | 73,75 % (59 z 80) | 79,28 % (199 z 251) | 89,96 % (251 z 279) | 95,61 % (457 z 478) | 79,95 % (327 z 409)   |

### Volby do krajského zastupitelstva
|      | 1.                          | 2.                | 3.                       | účast             |
| ---- | --------------------------- | ----------------- | ------------------------ | ----------------- |
| 2000 | 4KOALICE (70,58 %)          | ČSSD (11,76 %)    | ODS (8,82 %)             | 51,89 % (41 z 79) |
| 2004 | KDU-ČSL (57,14 %)           | ČSSD (21,42 %)    | NEZ (7,14 %)             | 33,33 % (28 z 84) |
| 2008 | KDU-ČSL (34,09 %)           | ČSSD (27,27 %)    | KSČM (11,36 %)           | 61,97 % (44 z 71) |
| 2012 | KDU-ČSL (42,5 %)            | KSČM (15 %)       | ČSSD (15 %)              | 49,38 % (40 z 81) |
| 2016 | SPD+SPO (34,88 %)           | KDU-ČSL (25,58 %) | ČSSD (9,3 %)             | 58,9 % (43 z 73)  |
| 2020 | KDU-ČSL (32,5 %)            | ČSSD (20 %)       | SPD (10 %)               | 54,67 % (41 z 75) |
| 2024 | SPD+Trikolora+PRO (21,05 %) | ANO (21,05 %)     | ODS+TOP 09+STO (13,15 %) | 44,32 % (39 z 88) |

### Prezidentské volby
V prvním kole prezidentských voleb v roce 2013 první místo obsadil Karel Schwarzenberg (174 hlasů), druhé místo obsadil Miloš Zeman (58 hlasů) a třetí místo obsadil Vladimír Franz (33 hlasů). Volební účast byla 86,27 % při odevzdání 308 ze 357 hlasů oprávněných voličů. V druhém kole prezidentských voleb v roce 2013 první místo obsadil Karel Schwarzenberg (241 hlasů) a druhé místo obsadil Miloš Zeman (64 hlasů). Volební účast byla 86,69 %, což činilo 306 ze 353 hlasů oprávněných voličů.
V prvním kole prezidentských voleb v roce 2018 první místo obsadil Jiří Drahoš (191 hlasů), druhé místo obsadil Michal Horáček (130 hlasů) a třetí místo obsadil Miloš Zeman (105 hlasů). Volební účast byla 91,42 %, tj. 554 ze 606 oprávněných voličů. V druhém kole prezidentských voleb v roce 2018 první místo obsadil Jiří Drahoš (371 hlasů) a druhé místo obsadil Miloš Zeman (168 hlasů). Volební účast byla 89,70 %, tj. 540 ze 602 oprávněných voličů. V roce 2018 v prvním kole prezidentských voleb v obci zvítězil Jiří Drahoš, kdy volební účast dosáhla 91 %, primárně s pomocí vězňů z věznice Rapotice, která je umístěna na území obce Lesní Jakubov.
V prvním kole prezidentských voleb v roce 2023 první místo obsadil Andrej Babiš (300 hlasů), druhé místo obsadila Danuše Nerudová (97 hlasů) a třetí místo obsadil Petr Pavel (34 hlasů). Volební účast byla 85,69 %, tj. 461 ze 538 oprávněných voličů. V druhém kole prezidentských voleb v roce 2023 první místo obsadil Andrej Babiš (363 hlasů) a druhé místo obsadil Petr Pavel (107 hlasů). Volební účast byla 83,72 %, tj. 473 ze 565 oprávněných voličů.

## Osobnosti
- Josef Suchý (1923–2003) , básník, překladatel a spisovatel